# Lista de geleiras do Paquistão
Seguindo está a lista de geleiras (glaciares) do Paquistão:

## A
- Geleira Abruzzi

## B
- Geleira Baltoro
- Geleira Batura
- Geleira Biafo
- Geleira Biarchedi

## G
- Geleira Godwin-Austen
- Geleira Gondogoro

## H
- Geleira Hainablak
- Geleira Hispar

## L
- Geleira Lonak

## M
- Geleira Miar

## P
- Geleira Panmah
- Geleira Passu

## R
- Geleira Rupal

## S
- Geleira Sachiokuh
- Geleira Sarpo Laggo
- Geleira Shaigri
- Geleira Shandar
- Geleira Shani
- Geleira Shireen Maidan
- Geleira Shishpar
- Geleira Shuijerab
- Geleira Shutwerth
- Geleira Silkiang
- Geleira Sim
- Geleira Siru
- Geleira Skora La
- Geleira Sokha
- Geleira South Barum
- Geleira Sovoia
- Geleira Stokpa Lungma
- Geleira Sumayar Bar

## T
- Geleira Tarashing
- Geleira Thalo
- Geleira Thui
- Geleira Toltar
- Geleira Toshain
- Geleira Trango
- Geleira Trivor
- Geleira Tsarak Tsa

## U
- Geleira Udren
- Geleira Uli Biaho
- Geleira Ultar
- Geleira Upper Khurdopin
- Geleira Upper Tirich

## V
- Geleira Vigne

## W
- Geleira West Vigne
- Geleira Wyeen

## Y
- Geleira Yermanendu
- Geleira Yazghill
- Geleira Yishkuk
- Geleira Yukshgoz

## Z
- Geleira Zindikharam